# Cliponville
Cliponville est une commune française située dans le département de la Seine-Maritime en région Normandie.

## Géographie

### Localisation
La commune est située dans le pays de Caux.

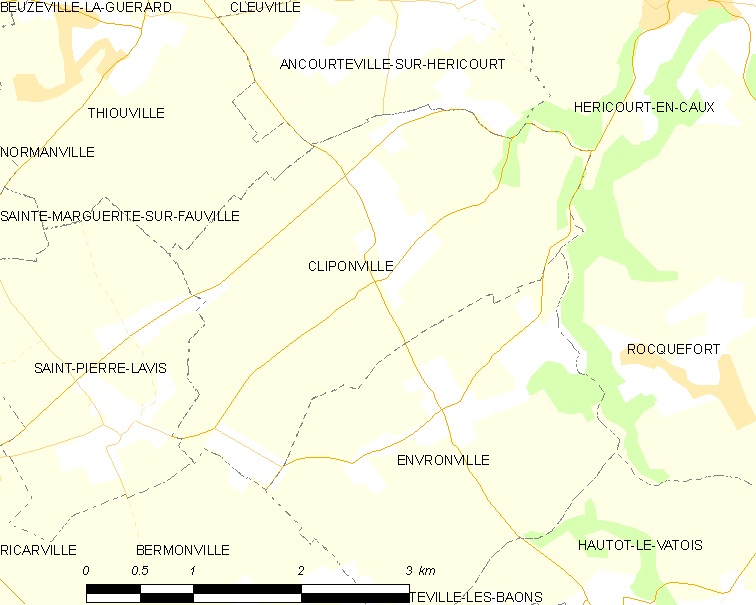
Carte de la commune.
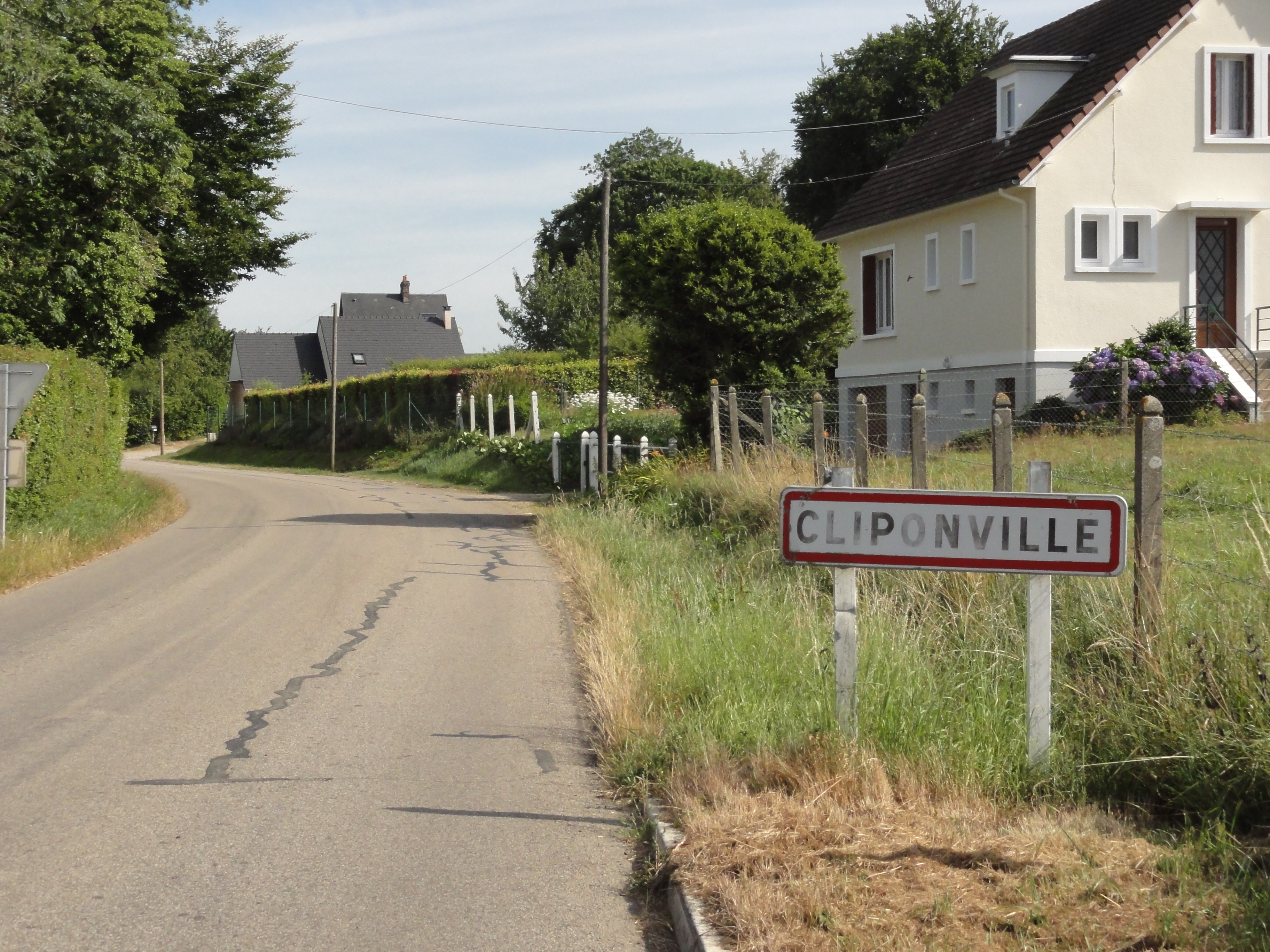
Entrée de Cliponville.

### Communes limitrophes
| Thiouville         | Ancourteville-sur-Héricourt | Héricourt-en-Caux |
| Saint-Pierre-Lavis | Cliponville                 | Rocquefort        |
| Bermonville        |                             | Envronville       |

### Hydrographie
La commune est située dans le bassin Seine-Normandie. Elle n'est drainée par aucun cours d'eau,.

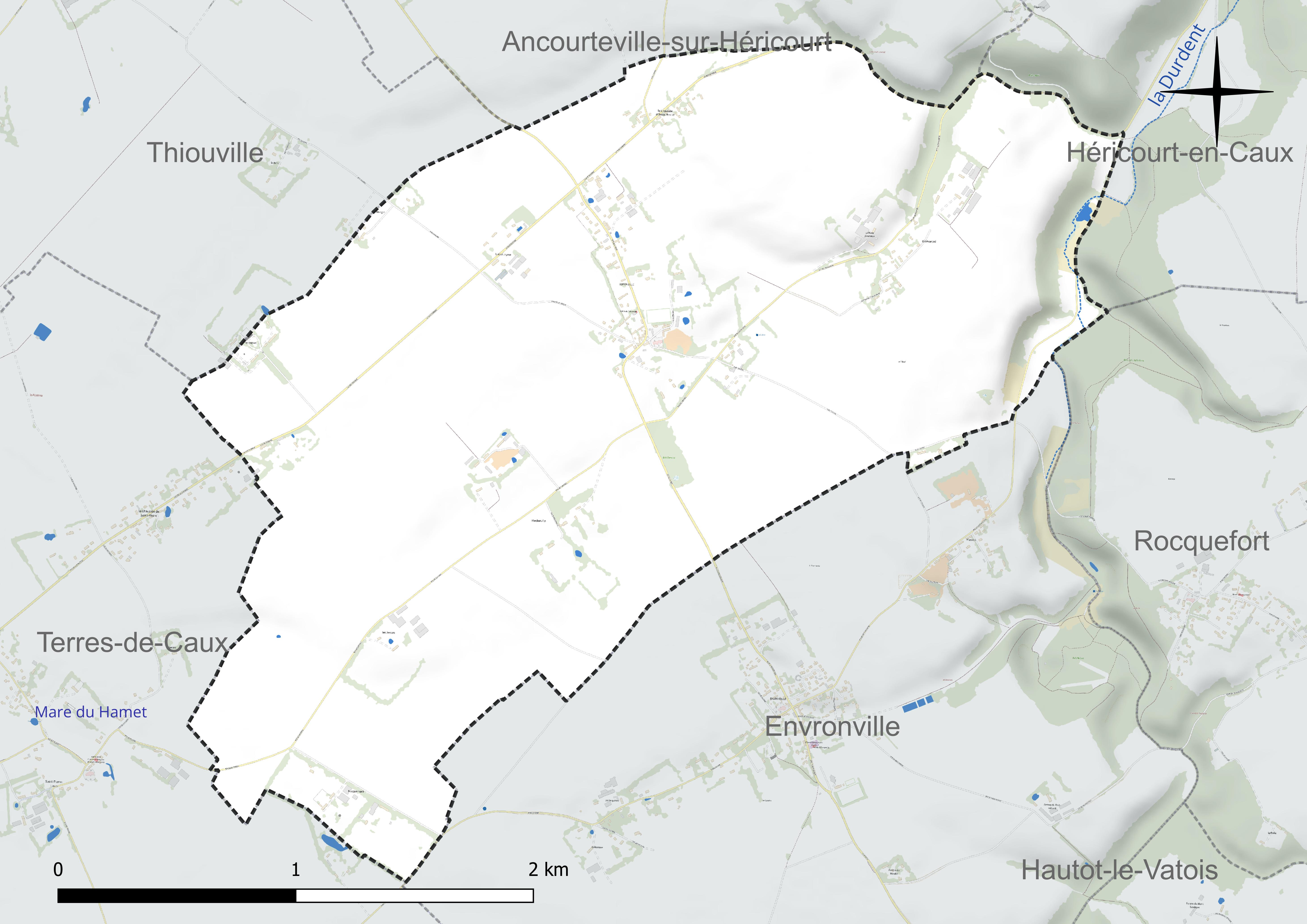
Réseau hydrographique de Cliponville.

### Climat
Pour des articles plus généraux, voir Climat de la Normandie et Climat de la Seine-Maritime.
En 2010, le climat de la commune est de type climat océanique franc, selon une étude du CNRS s'appuyant sur une série de données couvrant la période 1971-2000. En 2020, Météo-France publie une typologie des climats de la France métropolitaine dans laquelle la commune est exposée à un climat océanique et est dans la région climatique Côtes de la Manche orientale, caractérisée par un faible ensoleillement (1 550 h/an) ; forte humidité de l’air (plus de 20 h/jour avec humidité relative > 80 % en hiver), vents forts fréquents. Parallèlement le GIEC normand, un groupe régional d’experts sur le climat, différencie quant à lui, dans une étude de 2020, trois grands types de climats pour la région Normandie, nuancés à une échelle plus fine par les facteurs géographiques locaux. La commune est, selon ce zonage, exposée à un « climat maritime », correspondant au Pays de Caux, frais, humide et pluvieux, légèrement plus frais que dans le Cotentin.
Pour la période 1971-2000, la température annuelle moyenne est de 10,4 °C, avec une amplitude thermique annuelle de 13,5 °C. Le cumul annuel moyen de précipitations est de 900 mm, avec 13,1 jours de précipitations en janvier et 9 jours en juillet. Pour la période 1991-2020, la température moyenne annuelle observée sur la station météorologique la plus proche, située sur la commune d'Ectot-lès-Baons à 11 km à vol d'oiseau, est de 10,8 °C et le cumul annuel moyen de précipitations est de 905,5 mm,. Pour l'avenir, les paramètres climatiques de la commune estimés pour 2050 selon différents scénarios d'émission de gaz à effet de serre sont consultables sur un site dédié publié par Météo-France en novembre 2022.

## Urbanisme

### Typologie
Au 1er janvier 2024, Cliponville est catégorisée commune rurale à habitat dispersé, selon la nouvelle grille communale de densité à sept niveaux définie par l'Insee en 2022.
Elle est située hors unité urbaine et hors attraction des villes,.

### Occupation des sols
L'occupation des sols de la commune, telle qu'elle ressort de la base de données européenne d’occupation biophysique des sols Corine Land Cover (CLC), est marquée par l'importance des territoires agricoles (97,5 % en 2018), une proportion identique à celle de 1990 (97,5 %). La répartition détaillée en 2018 est la suivante : 
terres arables (82,2 %), zones agricoles hétérogènes (10,8 %), prairies (4,4 %), forêts (2,5 %). L'évolution de l’occupation des sols de la commune et de ses infrastructures peut être observée sur les différentes représentations cartographiques du territoire : la carte de Cassini (XVIIIe siècle), la carte d'état-major (1820-1866) et les cartes ou photos aériennes de l'IGN pour la période actuelle (1950 à aujourd'hui).

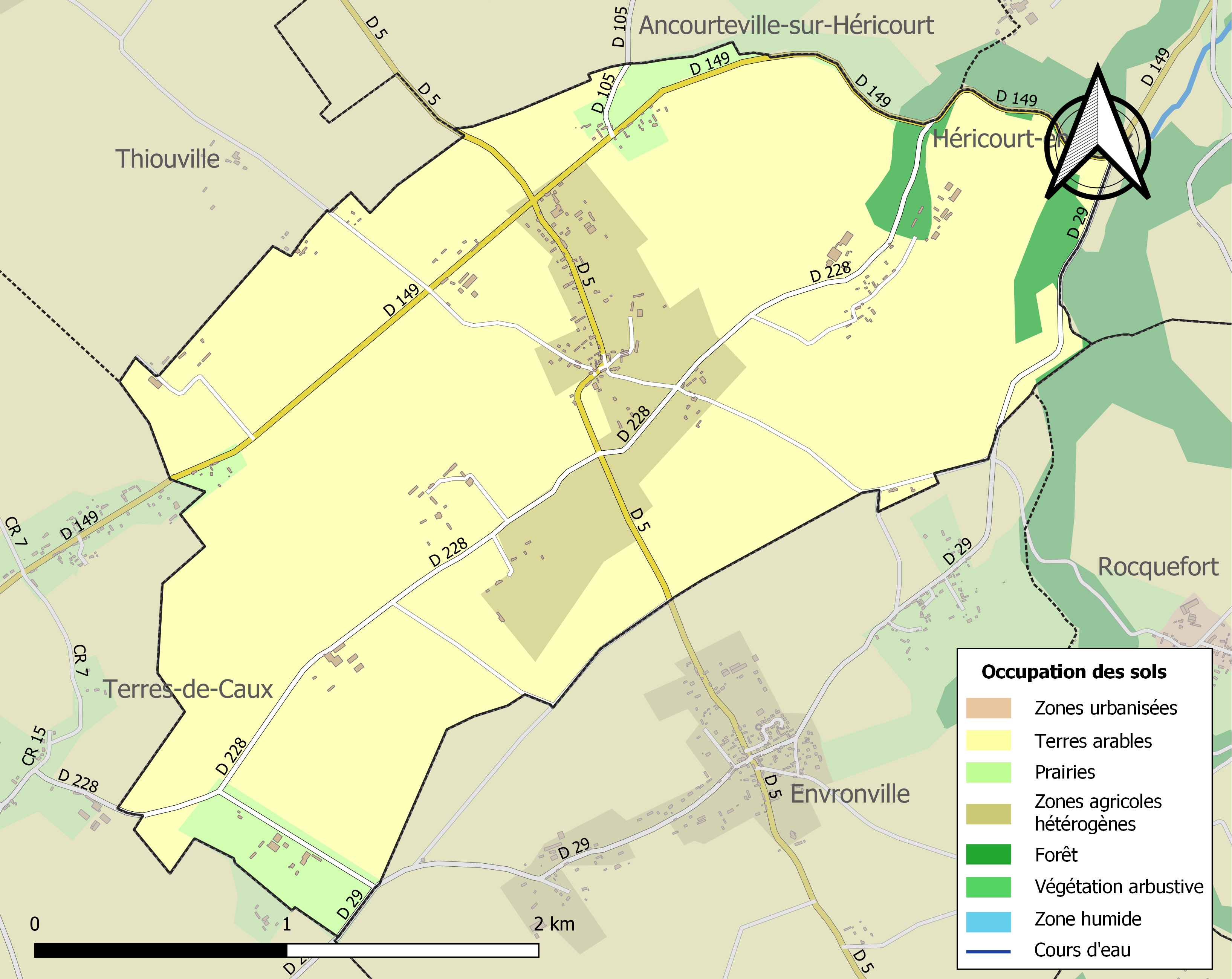
Carte des infrastructures et de l'occupation des sols de la commune en 2018 (CLC).

## Toponymie
Le nom de la localité est attesté sous les formes In Cliponuilla au XIe siècle; Apud Clipunvillam entre 1177 et 1189; de Cliponvilla fin XIIe siècle; In Cliponvilla en 1198; In ecclesia de Clipouvilla fin XIIe siècle ; Clipouvilla en 1321; Cliponvilla vers 1240 ; Clipouville en 1319; Paroisse de Clyponville en 1314; Paroisse Saint Martin de Cliponville  1321; Paroisse Saint Martin de Clipponville en 1537 ; Notre Dame des Devises à Cliponville en 1314 ; Cliponville en 1431 (Longnon); Capella sancti Nicolai de Cliponvilla en 1456; chapelle Saint Nicolas de Cliponville en 1463, en 1465 ; Ecclesia parrochia Sancti Martini de Clipponvilla en 1551 ; Fief de Cliponville en 1431 ; paroisse de Cliponville en 1427; Paroisse de Cliponville en 1503 ; Cliponville en 1505 et 1668 ; Fief de Cliponville entre 1684, 1713 et 1714 ; Cliponville en 1715 (Frémont), en 1757 (Cassini).

## Histoire
Les deux hameaux du village, la Chaussée Saint-Pierre et la Chaussée d'Ancourteville rappellent l'ancienneté de la voie gallo-romaine qui mène de Lillebonne à Dieppe.
Au Moyen Âge, le fief seigneurial est nommé « les Bordes ». Il dépend de la baronnie de Cleuville.
À la révolution française, la chapelle Saint-Nicolas et la chapelle des Devises, fondées par les sires de Normanville, sont complètement détruites.

## Politique et administration
| Période                                  | Période                    | Identité                          | Étiquette | Qualité                                                                                    |
| ---------------------------------------- | -------------------------- | --------------------------------- | --------- | ------------------------------------------------------------------------------------------ |
| Les données manquantes sont à compléter. |                            |                                   |           |                                                                                            |
| 1820                                     |                            | Deboishébert                      |           |                                                                                            |
| 1874                                     |                            | Frédéric Deschamps de Bois-Hébert |           |                                                                                            |
| avant 1995                               |                            | Claude Lepicard                   | DVD       |                                                                                            |
| Les données manquantes sont à compléter. |                            |                                   |           |                                                                                            |
| 1995                                     | 2014                       | Jean-Pierre Lévêque               |           |                                                                                            |
| 2014                                     | En cours (au 10 août 2020) | Jean-François Lemesle             |           | Retraité Président du syndicat des maires ruraux de France Réélu pour le mandat 2020-2026, |

## Population et société

### Démographie
L'évolution du nombre d'habitants est connue à travers les recensements de la population effectués dans la commune depuis 1793. Pour les communes de moins de 10 000 habitants, une enquête de recensement portant sur toute la population est réalisée tous les cinq ans, les populations de référence des années intermédiaires étant quant à elles estimées par interpolation ou extrapolation. Pour la commune, le premier recensement exhaustif entrant dans le cadre du nouveau dispositif a été réalisé en 2005.

En 2022, la commune comptait 247 habitants, en évolution de −10,18 % par rapport à 2016 (Seine-Maritime : +0,35 %, France hors Mayotte : +2,11 %).
| 1793 | 1800 | 1806 | 1821 | 1831 | 1836 | 1841 | 1846 | 1851 |
| ---- | ---- | ---- | ---- | ---- | ---- | ---- | ---- | ---- |
| 569  | 612  | 621  | 628  | 617  | 636  | 641  | 645  | 605  |

| 1856 | 1861 | 1866 | 1872 | 1876 | 1881 | 1886 | 1891 | 1896 |
| ---- | ---- | ---- | ---- | ---- | ---- | ---- | ---- | ---- |
| 578  | 582  | 588  | 542  | 521  | 514  | 503  | 517  | 478  |

| 1901 | 1906 | 1911 | 1921 | 1926 | 1931 | 1936 | 1946 | 1954 |
| ---- | ---- | ---- | ---- | ---- | ---- | ---- | ---- | ---- |
| 412  | 414  | 367  | 355  | 331  | 312  | 308  | 315  | 282  |

| 1962 | 1968 | 1975 | 1982 | 1990 | 1999 | 2005 | 2006 | 2010 |
| ---- | ---- | ---- | ---- | ---- | ---- | ---- | ---- | ---- |
| 260  | 248  | 225  | 212  | 216  | 245  | 235  | 238  | 259  |

| 2015 | 2020 | 2022 | - | - | - | - | - | - |
| ---- | ---- | ---- | - | - | - | - | - | - |
| 271  | 254  | 247  | - | - | - | - | - | - |

### Enseignement

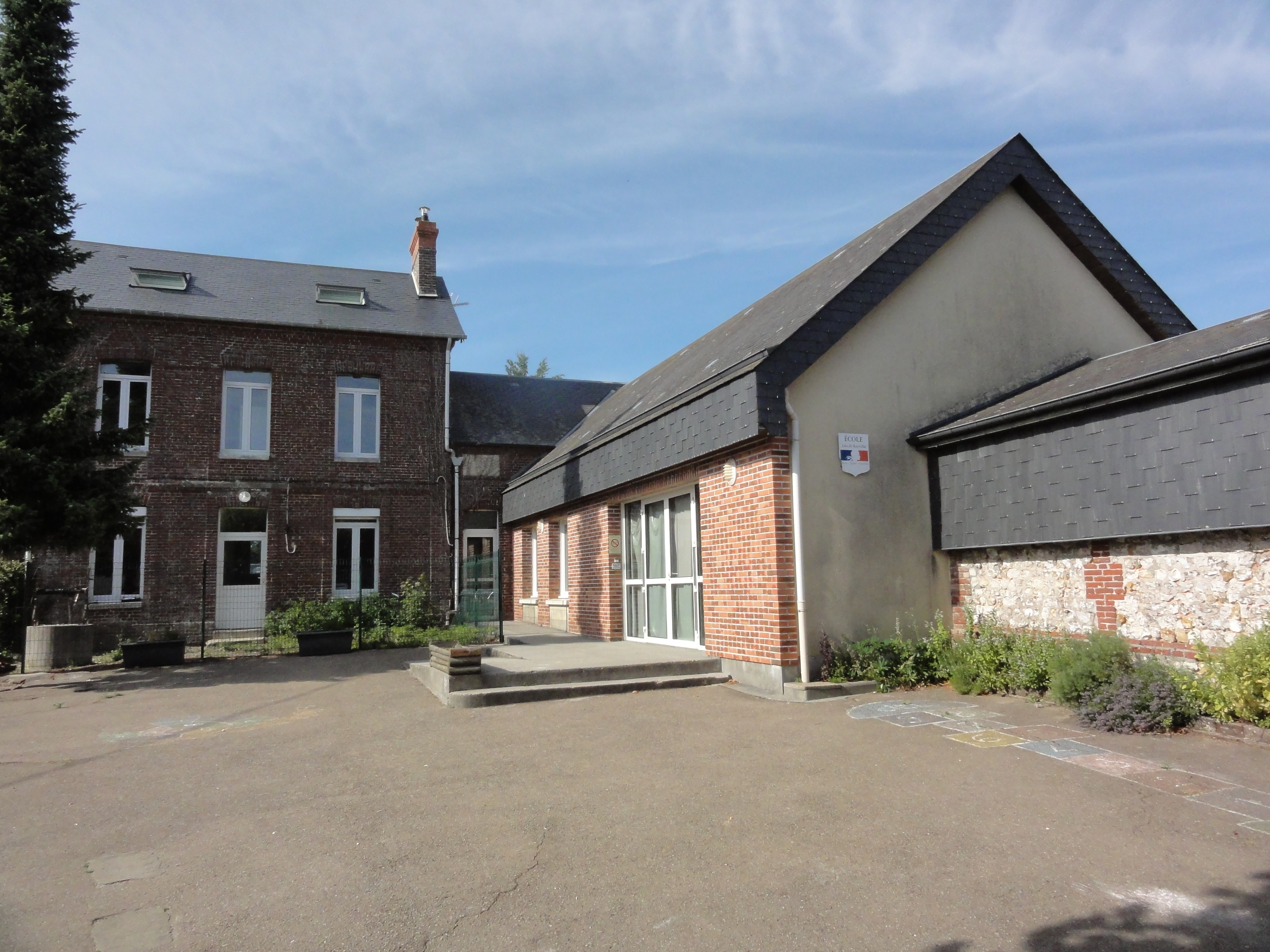
École.
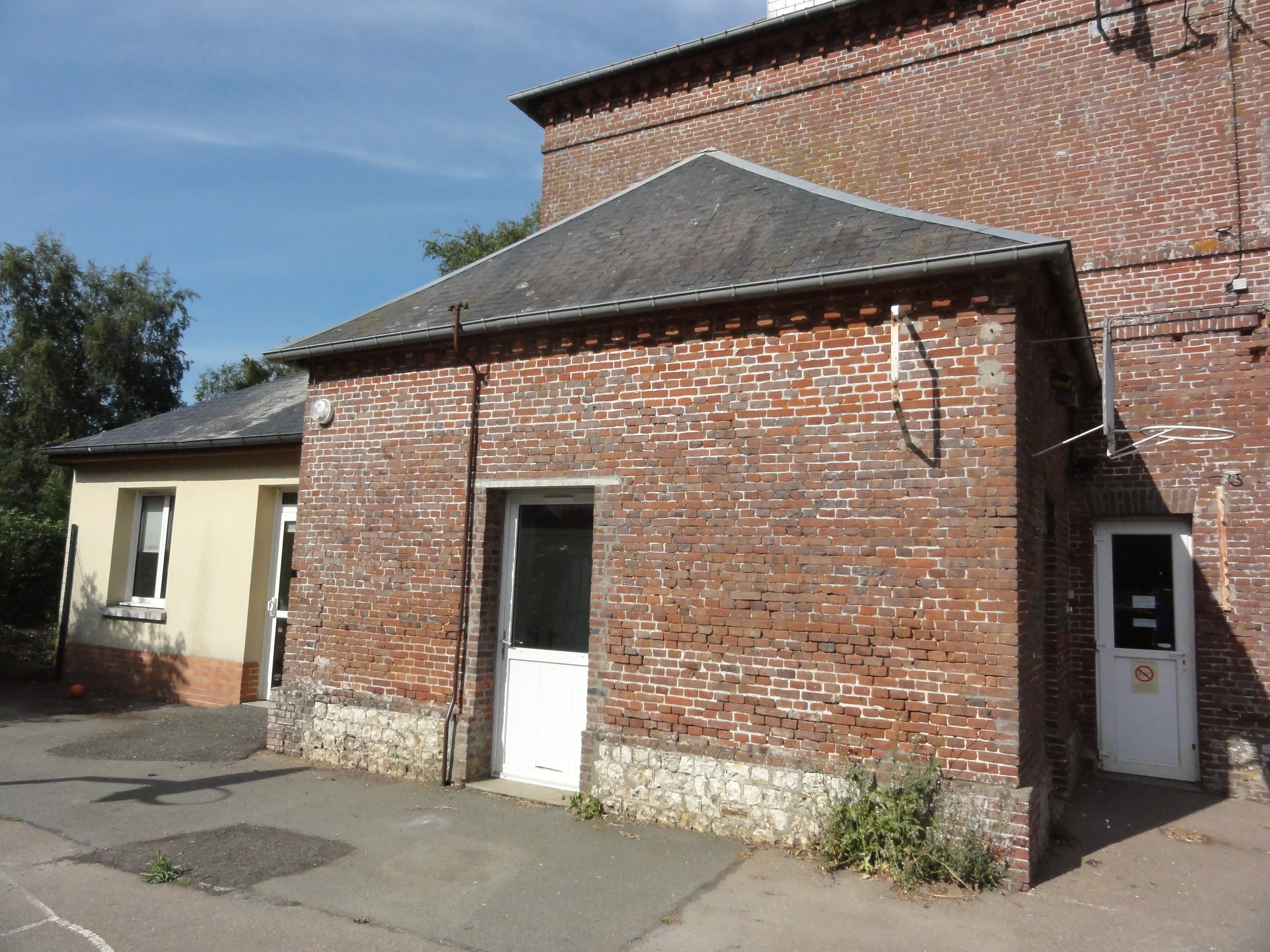
École.

## Culture locale et patrimoine

### Lieux et monuments
- Église Saint-Martin. Le portail, le chœur et ses voûtes sont du XIIe siècle. La pyramide en pierre du clocher (XVIIe) repose sur une tour plus ancienne. Les arcades des fenêtres du chœur ont été retaillées en 1691 (consternation de l'abbé Cochet !). La nef a été refaite au début du XVIIe et au XVIIIe siècle. La famille de Boishébert fait construire un oratoire seigneurial, en 1750. Les audiences de la justice archiépiscopale se tenaient sous le porche en colombage de l'église (deux anciennes inscriptions subsistent). Maitre-autel et grand retable ont été offerts par le cardinal de la Rochefoucauld en 1767 (toile du retable : la Pentecôte , copie d'un tableau de Le Brun). Les stalles sont du XVIIIe et la poutre de gloire est du XVIe. Piscine à double cuvette typique du XIIe siècle. Trois statues anciennes en bois peint dans le chœur, dont celle de saint Meen du XVIe. Chaire en chêne, classée, donnée par l'abbé Dupré, curé, en 1691. Pierre obituaire du XVIe. Plusieurs statues dans la nef du XVe, XVIe, XVIIe dont celle de saint Louis qui a la tête d'Henri IV.
- Monument aux morts.

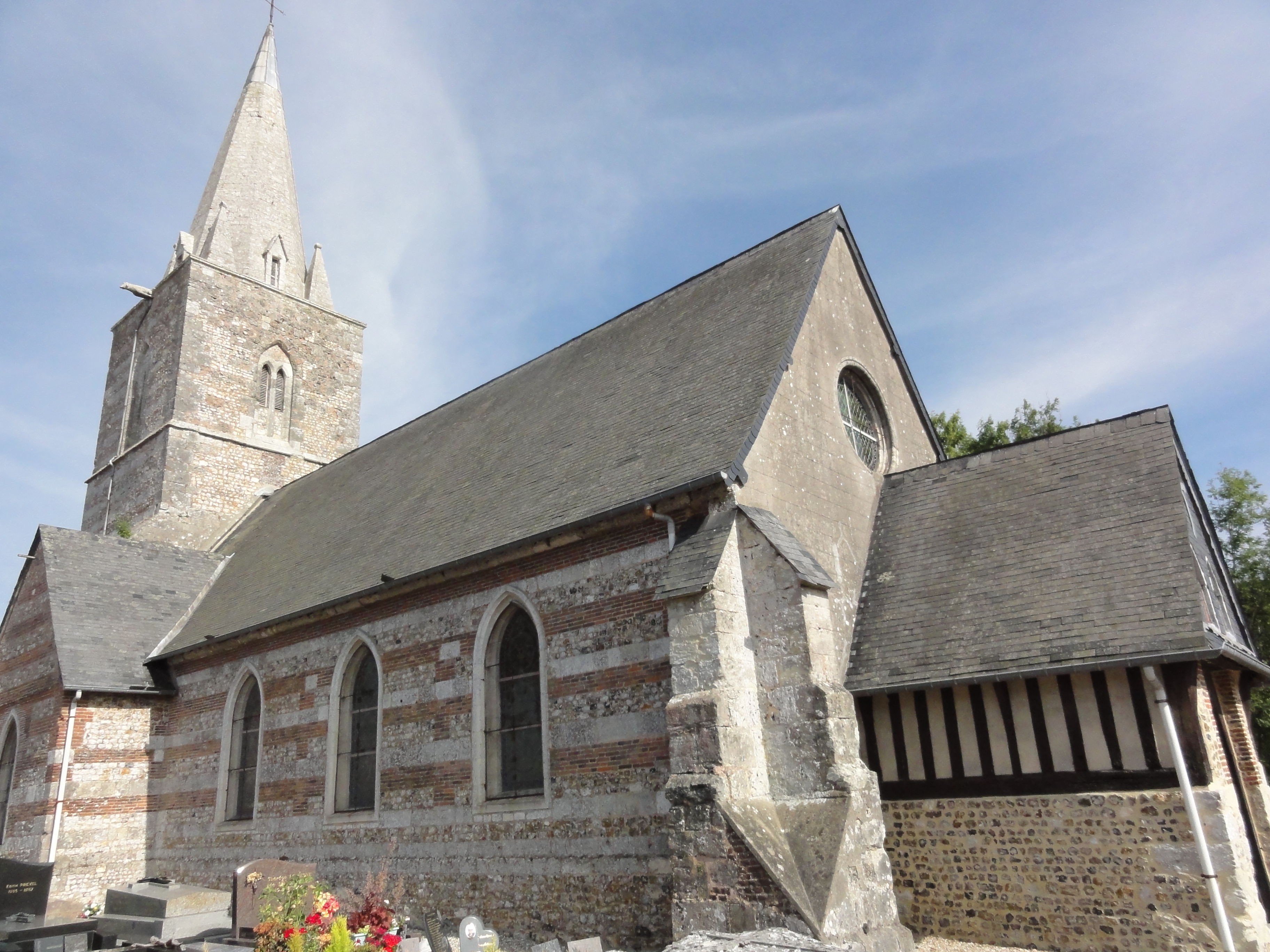
Église Saint-Martin.
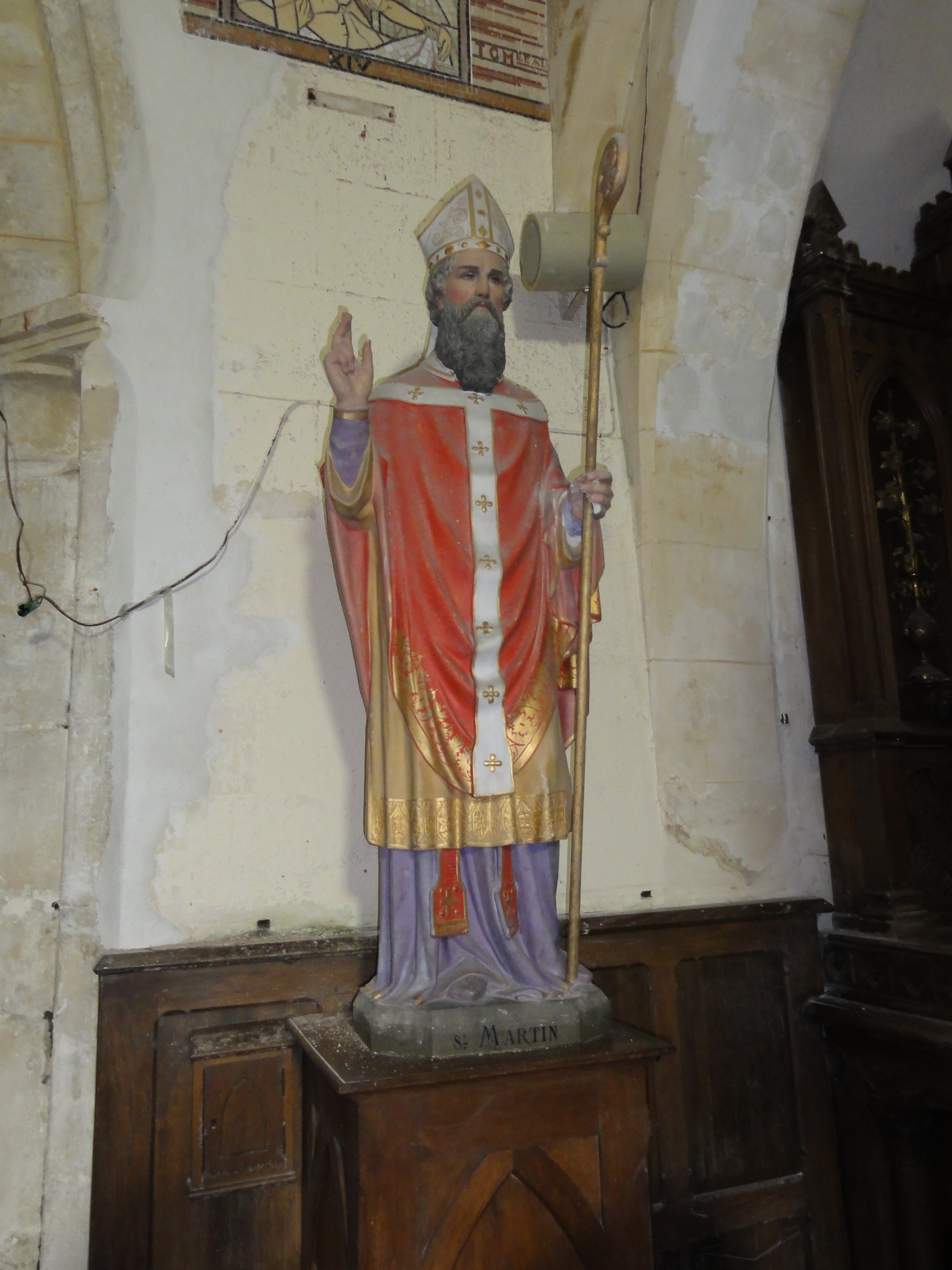
Statue de saint Martin.
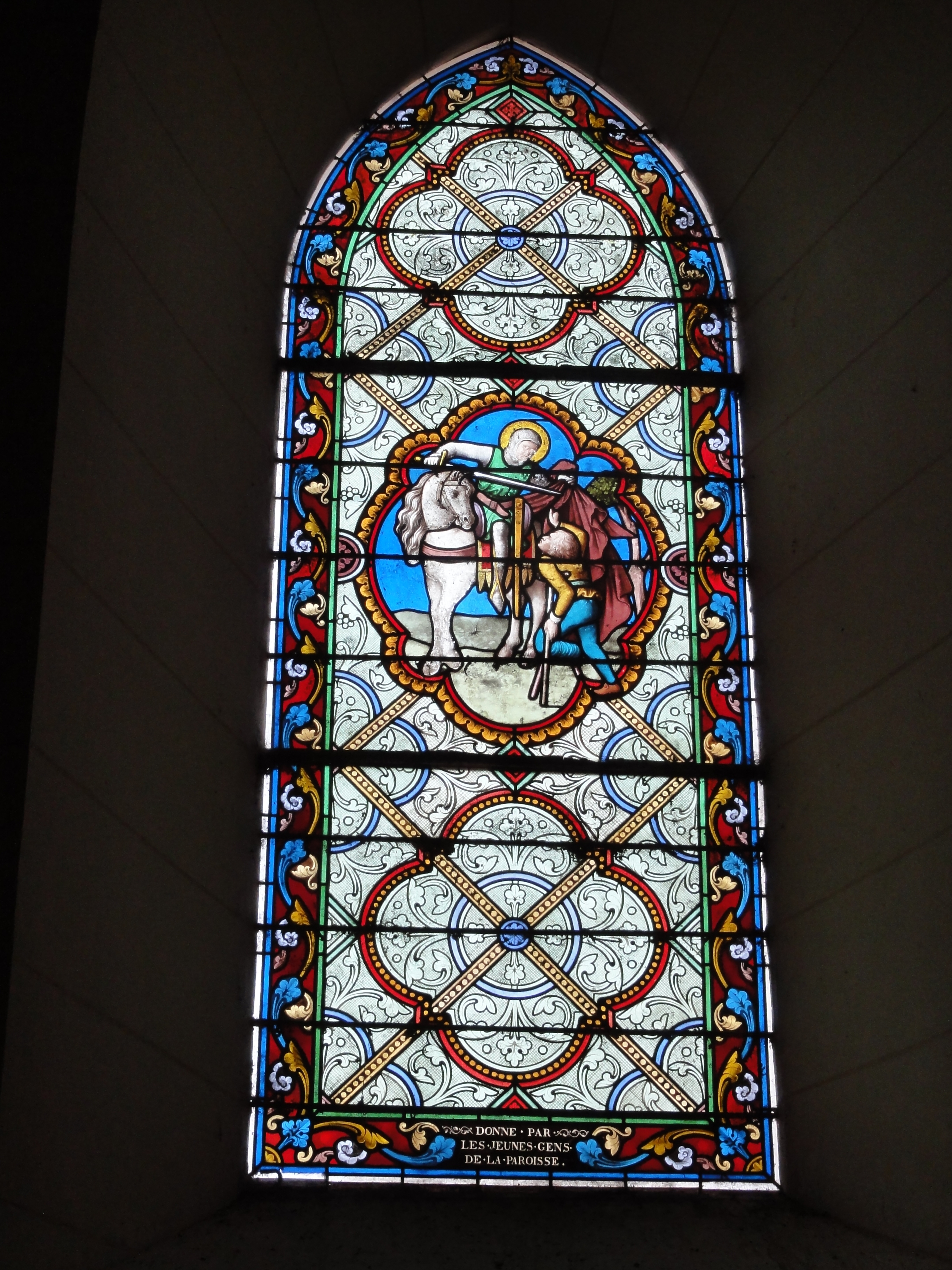
Vitrail de saint Martin.
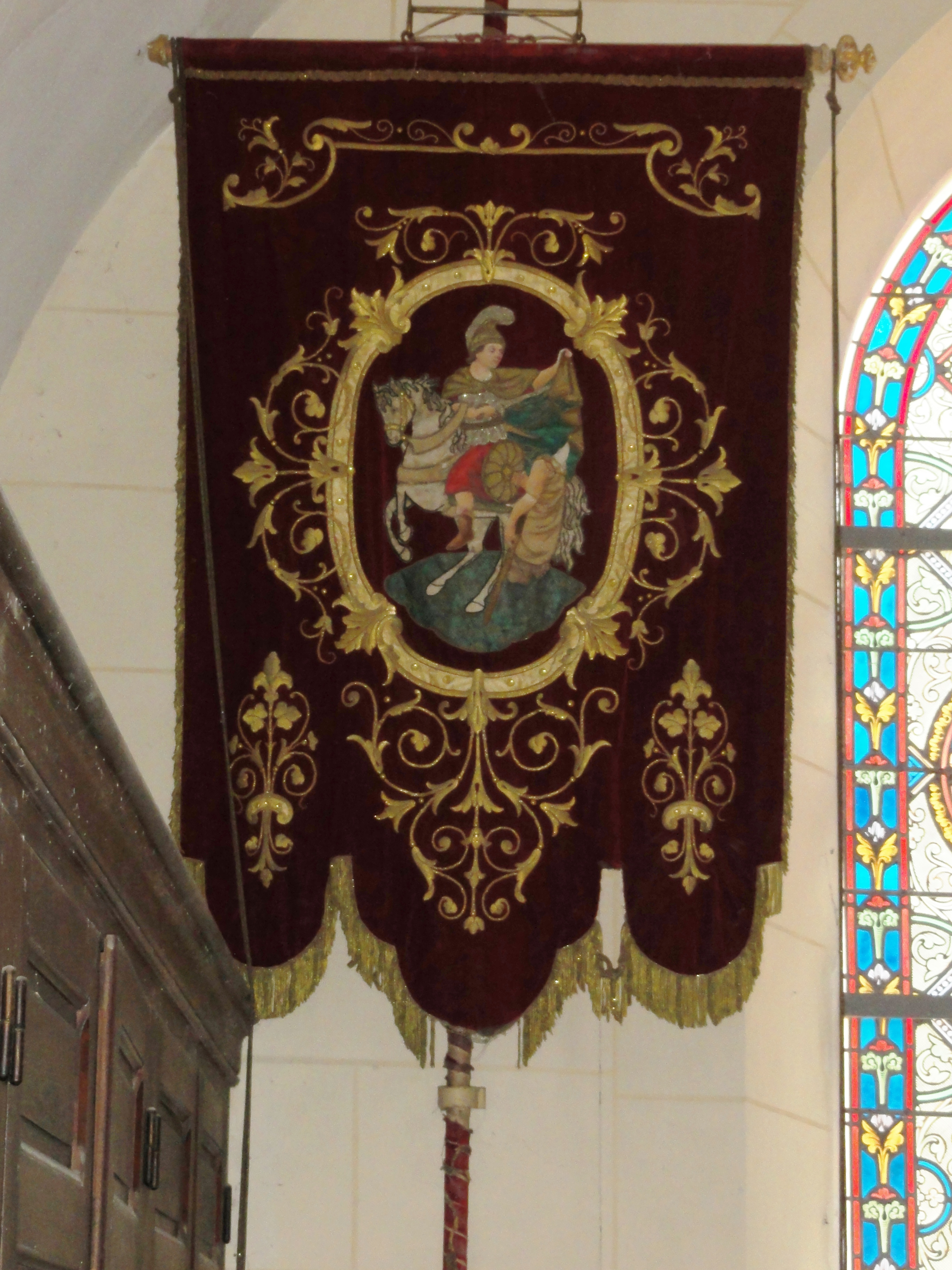
Bannière de procession de saint Martin.
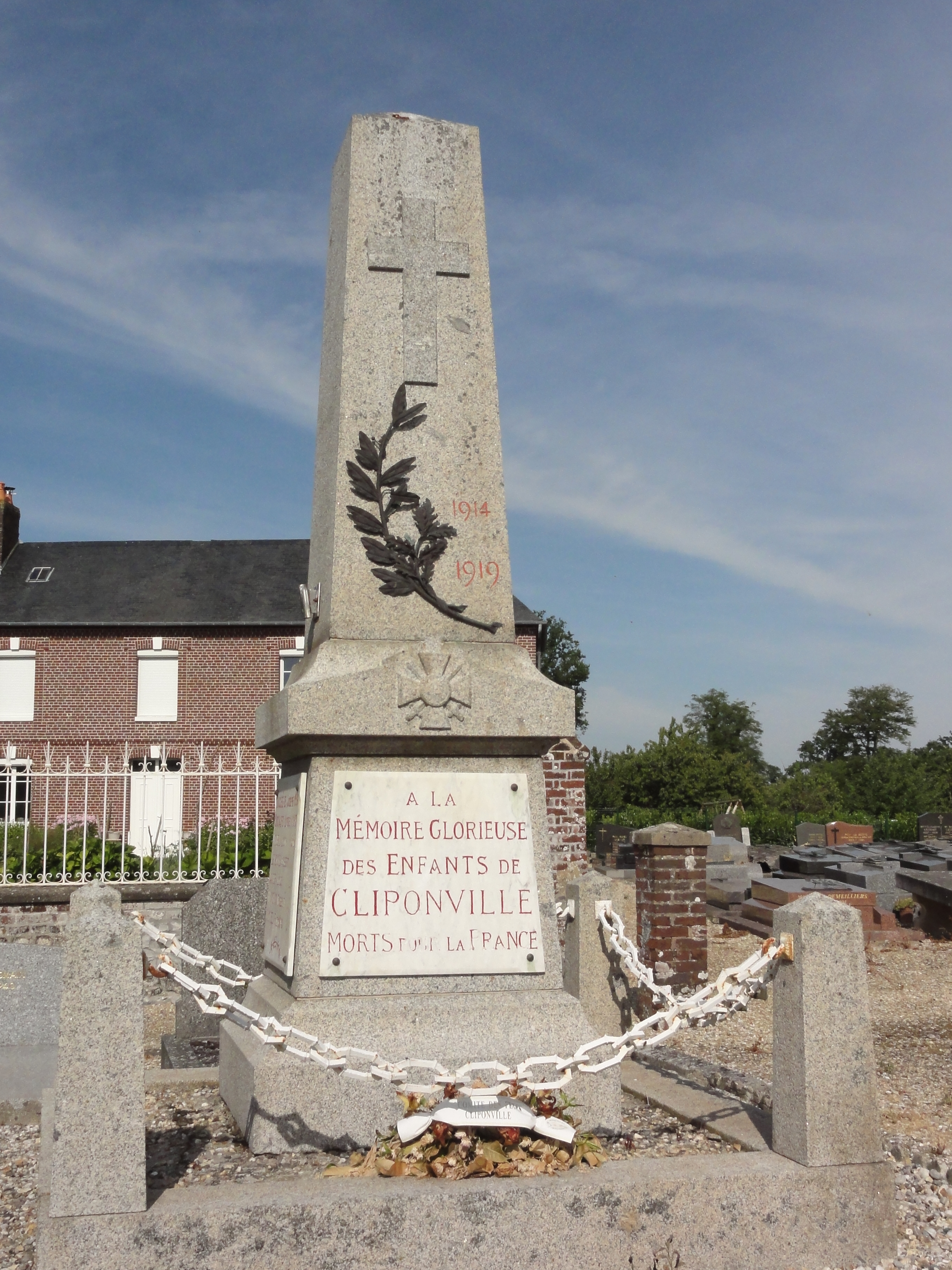
Monument aux morts.

### Personnalités liées à la commune
Charles Le Bègue de Germiny (1799-1871), député, sénateur, préfet puis banquier y est né.